# Ловчий, Адам Герасимович
Адам Герасимович Ловчий (20.12.1921, Кельце — 31.01.1983) — командир отделения 285-го Кременецкого инженерно-саперного батальона, старший сержант — на момент представления к награждению орденом Славы 1-й степени.

## Биография
Родился 20 декабря 1921 года в городе Кельце, центр Свентокшиского воеводства Республики Польша. Поляк. После окончания начальной школы работал на одной из фабрик города. Когда вражеские войска напали на Польшу, ушел навстречу Красной Армии, вошедшей в Западную Украину и Белоруссию, и перешел советскую границу. Вскоре принял советское гражданство. Жил в городе Ворошиловске (с 1962 года  г. Коммунарск) Ворошиловградской области УССР. Работал на металлургическом заводе имени К. Е. Ворошилова подручным вальцовщика на прокатном стане.
В октябре 1941 года, когда вражеские войска подошли к Донбассу, отказался ехать в эвакуацию и по собственной просьбе был направлен в народное ополчение, а вскоре зачислен в запасной стрелковый полк. Оттуда был направлен для прохождения службы в 35-й штурмовой инженерно-саперный батальон 7-й штурмовой инженерно-саперной бригады.
В апреле 1944 года сержант Ловчий с диверсионной группой, в которой он был старшим, был заброшен в тыл противника, на расстоянии более 25 километров от переднего края вражеской обороны в районе западнее города Броды. В ходе рейда заминировал шоссейную дорогу, соединяющую населенные пункты Гута, Пеняцка, Жарков. При следовании противников по этому маршруту на минах подорвалось три танка, несколько автомашин и погибло более взвода личного состава. Одновременно группа Ловчего на пути своего движения удачно засекла расположение артиллерийских и минометных огневых позиций, наблюдательных пунктов и штабов противника. Приказом от 15 июня 1944 года сержант Ловчий Адам Герасимович награждён орденом Славы 3-й степени
За период наступления 13-16 июля 1944 года отделение сержанта Ловчего обезвредило «.327 мин и 53 сюрприза противника, что позволило стрелковым подразделениям значительно сохранить личный состав и успешно выполнить поставленную задачу. 16 июля по сигналу атаки Ловчий, презирая смертельную опасность, первым ринулся на штурм вражеских укреплений. Своим бесстрашием он увлек личный состав отделения саперов и стрелковых подразделений. Отделение Ловчего, несмотря на сильный заградительный огонь противника, умело используя складки местности и огонь своих автоматов, первым ворвалось в населенный пункт, превращенный гитлеровцами в сильный узел сопротивления. Внезапный удар ошеломил фашистов и, не приняв боя, часть из них начала сдаваться в плен, а остальные устремились к запасным рубежам. Подоспевшие стрелковые подразделения завершили разгром узла сопротивления». Приказом от 7 августа 1944 года сержант Ловчий Адам Герасимович награждён орденом Славы 2-й степени
В составе 40-й инженерно-саперной бригады сержант Ловчий участвовал в освобождении Польши, форсировал Вислу. В январе 1945 года бригада вышла в район родного города Кельце, превращенного гитлеровцами в крупный узел сопротивления. В конце января старший сержант Ловчий, используя знание местности, знакомой ему с детства, провел разведку системы обороны и схемы огня города Кельце. Здесь узнал, что его отца, мать, братьев и сестер угнали в Германию, а дом сожгли. Двое суток разведчики провели в тылу противника. Собрав необходимые данные и захватив «языка», они благополучно вернулись в свою часть.
При форсировании Одера отделение Ловчего было придано передовому отряду того же 545-го стрелкового полка. Как и положено, саперы стали переправляться первыми. Ураган огня сметал плоты, лодки, нанося потери передовому отряду. На противоположный берег Одера переправился только Ловчий. На рассвете он спрятал лодку в кустах и укрылся в разбитой вражеской машине. Просидев в ней весь день почти рядом с вражескими окопами, с наступлением сумерек приступил к выполнению боевой задачи: сделал проходы для танков в минном поле и для пехоты в проволочных заграждениях, снял около 40 мин. В три часа утра он подал условный сигнал ракетой. Преодолев зону огня, стрелковые подразделения 545-го полка форсировали Одер и захватили плацдарм.
Указом Президиума Верховного Совета СССР от 27 июня 1945 года за мужество, отвагу и бесстрашие, проявленные в боях с немецкими захватчиками, старший сержант Ловчий Адам Герасимович награждён орденом Славы 1-й степени. Стал полным кавалером ордена Славы.
В 1945 году был демобилизован. Обосновался на постоянное жительство, по приглашению своего однополчанина, в селе Харламово Липецкой области. Стал работать в совхозе имени Тимирязева. С 1962 году работал заместителем директора совхоза в селе Долгоруково той же области. Скончался 31 января 1983 года.
Награждён двумя орденами Красной Звезды, славы 3-х степеней, медалями.
Его именем названы улица и средняя школа в селе Долгоруково.